# Ceropegia meyeri
Ceropegia meyeri är en oleanderväxtart som beskrevs av Joseph Decaisne. Ceropegia meyeri ingår i släktet Ceropegia och familjen oleanderväxter. Inga underarter finns listade i Catalogue of Life.